# La vidriera milagrosa
La vidriera milagrosa es una obra de teatro en verso y con tres actos, de Luis Fernández Ardavín, estrenada en 1924.

## Argumento
Ambientada en las postrimerías del siglo XV, la obra se desarrolla en la capilla del condestable de la Catedral de Burgos, y narra los avatares de diversos personajes en los días previos a la conquista de Granada por los Reyes Católicos.

## Estreno
- Teatro de la Princesa, Madrid, 28 de abril de 1924.
  - Intérpretes: María Guerrero, Fernando Díaz de Mendoza y Guerrero, Carlos Díaz de Mendoza y Guerrero, María Guerrero López, Carmen Larrabeiti.